# Psachonethes czerkessicus
Psachonethes czerkessicus är en kräftdjursart som beskrevs av Borutzkii1969. Psachonethes czerkessicus ingår i släktet Psachonethes och familjen Trichoniscidae. Inga underarter finns listade i Catalogue of Life.